# Liste d'abbayes cisterciennes

Blason de l'ordre cistercien.

Cet article liste les abbayes cisterciennes actives ou ayant existé. Il s'agit des abbayes de religieux (moines, moniales) appartenant à l'ordre cistercien. Les pays cités sont considérés dans leurs frontières actuelles.
La famille cistercienne se compose de deux branches :
1. Le saint ordre de Cîteaux dit de la commune observance qui se compose de :
- la congrégation de l'Immaculée Conception de Marie, CICM,
- la congrégation de Notre-Dame des Feuillants (1592-1791) (Feuillants et Feuillantines),
- la congrégation de Calabre-Lucanie,
- la congrégation d'Italie centrale (ou romaine),
- la congrégation de la Couronne d'Aragon, COA,
- la congrégation autrichienne, CA,
- la congrégation brésilienne, CB,
- la congrégation de Casimari, CC,
- la congrégation de Mehrerau, CM,
- la congrégation de Marie médiatrice, CMM,
- la congrégation de Haute Allemagne,
- la congrégation de Pologne (ou de Marie-Reine), CP,
- la congrégation d'Irlande,
- la congrégation du très pur Cœur de Marie, CPCM,
- la congrégation de Zirc, CZ, en Hongrie,
- la congrégation italienne de saint Bernard, CSBI,
- la congrégation vietnamienne de la Sainte Famille, CVSF,
- la fédération des moniales d'Espagne, FME,
- la fédération des moniales d'Italie, FMI,
- l'observance régulière de saint Bernard en Espagne, OSBE ;

2. L’ordre cistercien de la stricte observance, (Trappistes et Trappistines), OCSO, à la suite de la réforme menée au XVIIe siècle par l'abbé de Rancé, abbé de l’abbaye Notre-Dame de la Trappe.
Dans la liste, les dates indiquées entre parenthèses correspondent au début et à la fin du statut d'abbaye cistercienne, mais ne coïncident pas nécessairement avec la création et la disparition du monastère.
Les abbayes cisterciennes en activité sont signalées en caractères gras.
Ne figurent pas dans cette liste les prieurés conventuels ou les prieurés simples dépendant des abbayes citées.

## Algérie
- Abbaye Notre-Dame de Staouëli (1846-1904).
- Abbaye Notre-Dame de l'Atlas (moines) (à Tibhirine (ou Tibharine) de 1938 à 1996. Puis au Maroc, à Fès et ensuite à Midelt[1],[2].

## Allemagne

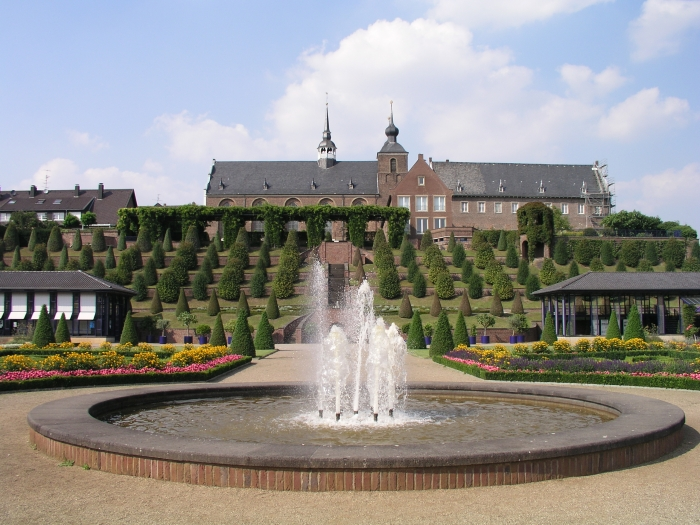
Abbaye de Kamp.

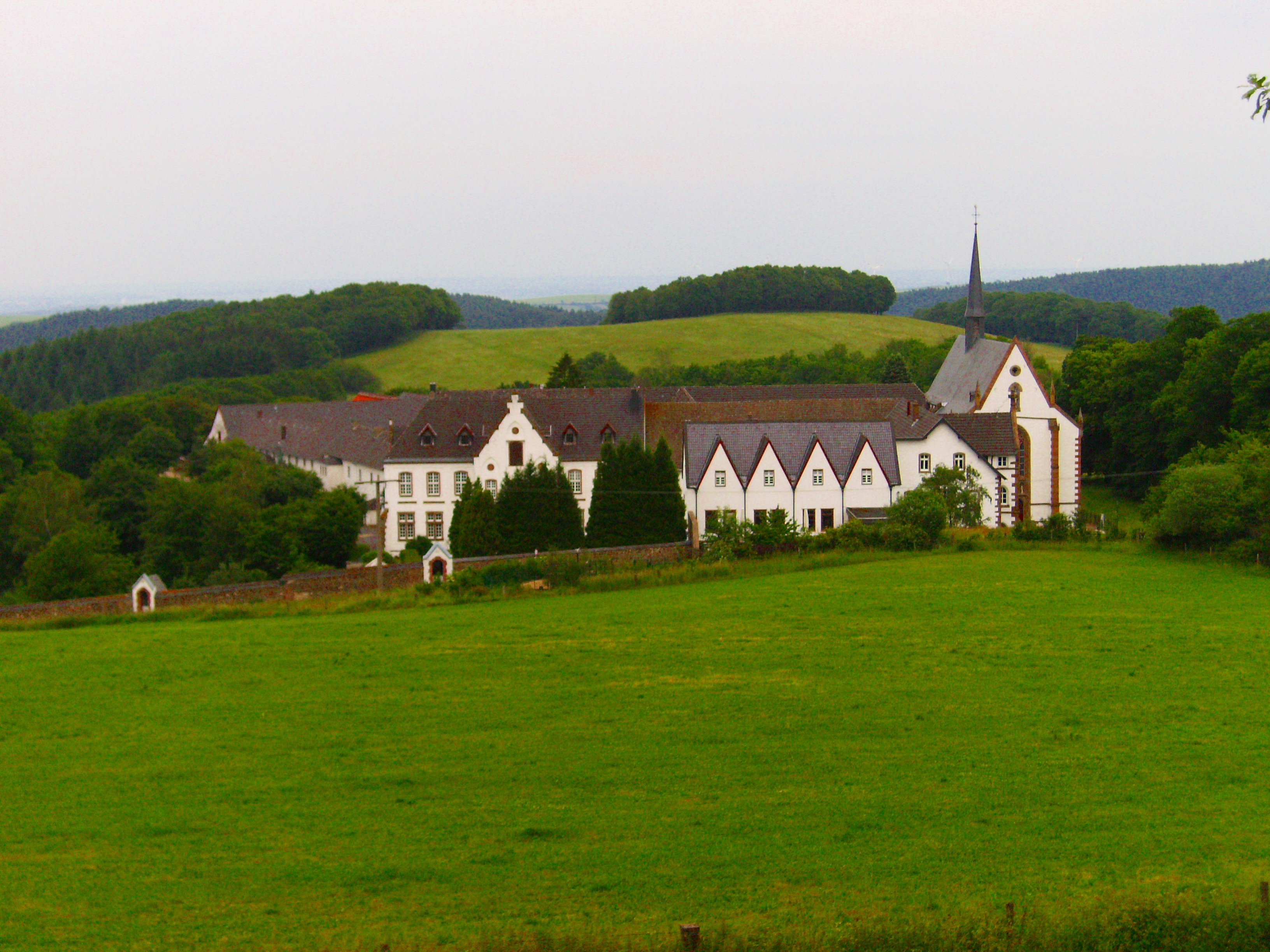
Abbaye de Mariawald.

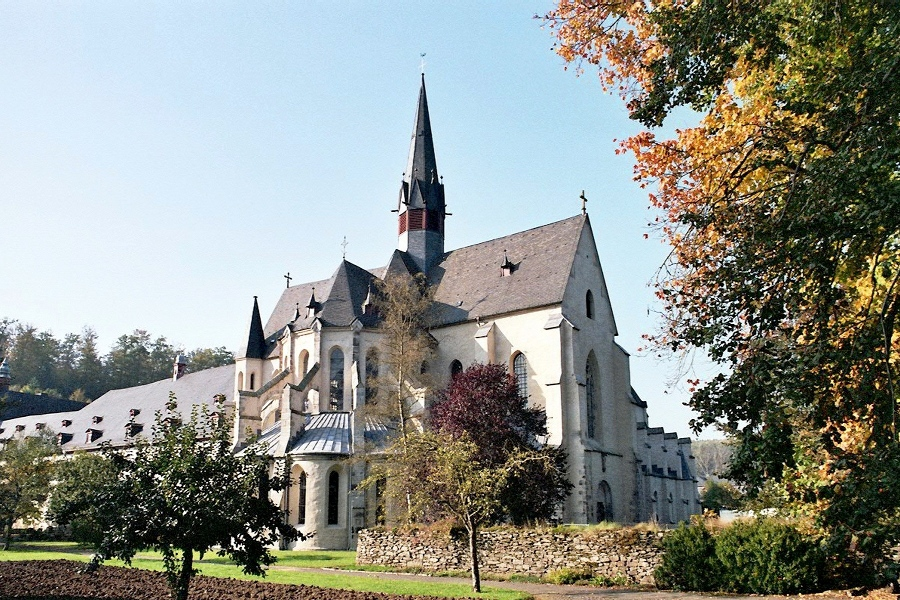
Abbaye de Marienstatt.

- Abbaye d'Amelungsborn
- Abbaye de Bronnbach
- Abbaye de Dargun
- Abbaye de Doberan
- Abbaye d'Eberbach
- Abbaye Maria-Frieden de Dahlem
- Abbaye d'Ebrach
- Abbaye de Himmerod
- Abbaye de Kamp
- Abbaye de Königsbronn
- Abbaye de Lehnin
- Abbaye de Lichtenthal
- Abbaye de Mariawald
- Abbaye de Marienstatt (de)
- Abbaye de Marienstern
- Abbaye de Marienthal
- Abbaye de Maulbronn
- Abbaye d'Oberschönfeld
- Abbaye d'Otterberg
- Abbaye de Riddagshausen
- Abbaye Saint-Severin[3]
- Abbaye de Salem
- Abbaye de Seligenthal
- Abbaye de Tennenbach
- Abbaye Saint-Joseph de Thyrnau[4]
- Abbaye de Waldsassen

## Australie
- Abbaye de Tarrawarra

## Autriche

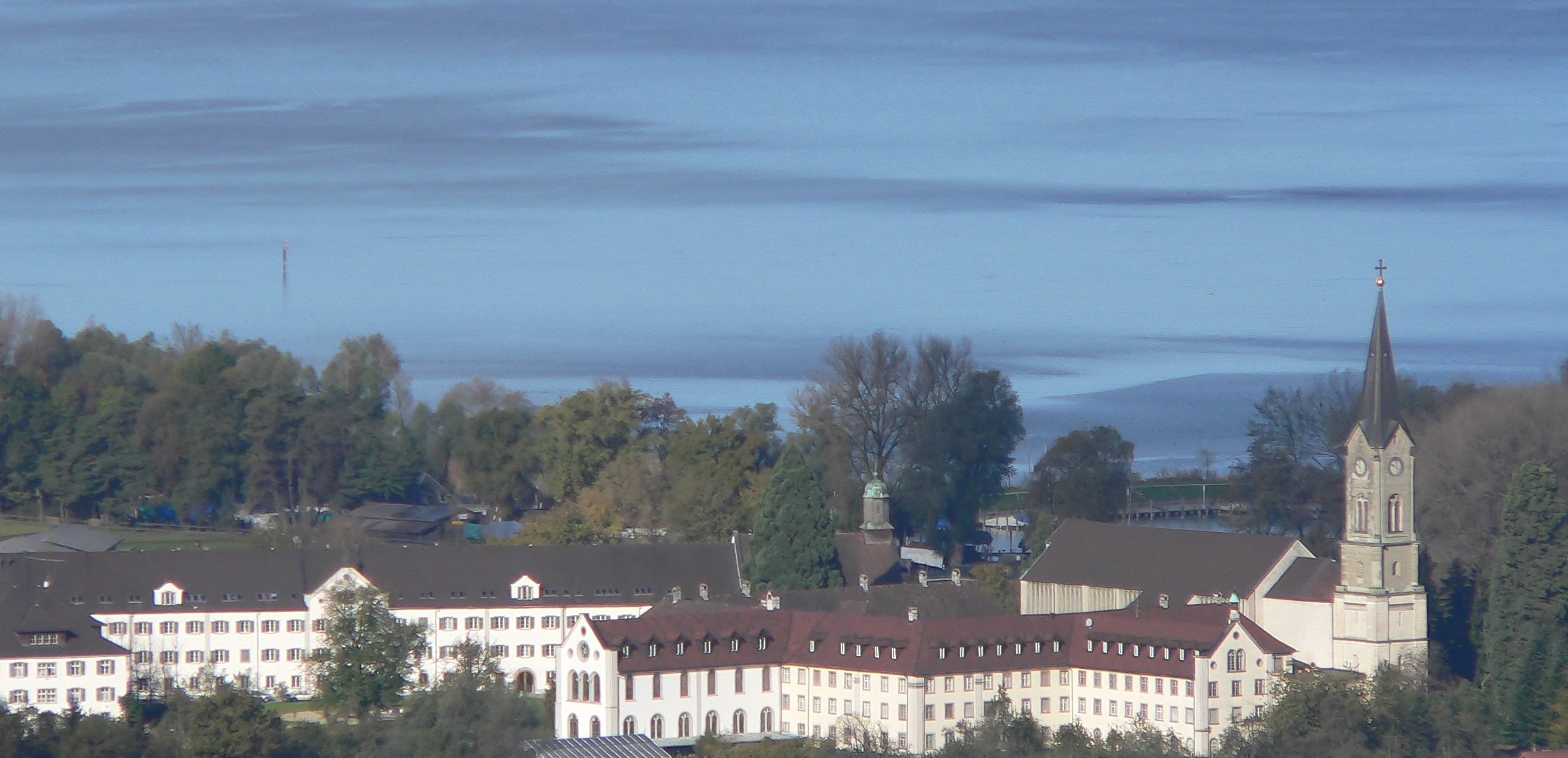
Abbaye de Wettingen-Mehrerau

- Abbaye de Baumgartenberg
- Abbaye de Heiligenkreuz[5]
- Abbaye de Klostermarienberg
- Abbaye de Lilienfeld
- Abbaye de Mariastern-Gwiggen
- Abbaye de Marienfeld
- Abbaye de Marienkron
- Abbaye de Neuberg am der Mürz
- Abbaye de Neukloster
- Abbaye de Rein
- Abbaye de Säusenstein
- Abbaye de Schlierbach
- Abbaye de Stams
- Abbaye de Wettingen-Mehrerau
- Abbaye de Wilhering
- Abbaye de Zwettl

## Biélorussie
- Abbaye de Kimbarowka

## Bolivie
- Abbaye d'Apolo
- Abbaye Notre-Dame-de-Nazareth d'Apolo

## Brésil
- Abbaye de Campo Grande
- Abbaye de Claraval
- Abbaye d'Hardehausen-Itatinga
- Abbaye d'Itaporanga
- Abbaye d'Itararé
- Abbaye d'Itaporangu
- Abbaye de Jequitibá
- Abbaye de São-José de Rio Pardo
- Abbaye Notre-Dame de Saint-Bernard de Saõ Paulo
- Abbaye de Santo del Monte Castello

## Cameroun
- Abbaye de Bamenda
- Abbaye de Koutaba

## Canada
- Abbaye Sainte-Marie des Deux-Montagnes
- Abbaye Notre-Dame de Mistassini
- Abbaye Notre-Dame-du-Lac[6].
- Abbaye Val Notre-Dame
- Abbaye de Notre-Dame-des-Prairies
- Abbaye Notre-Dame-de-l'Assomption de Rogersville
- Abbaye Notre-Dame-du-Calvaire de Rogersville
- Abbaye Notre-Dame-de-Nazareth de Rougemont
- Abbaye Notre-Dame-du-Bon-Conseil de Saint-Benoît-Labre
- Abbaye Notre-Dame-des-Prairies de Saint-Norbert

## Chine
- Abbaye Notre-Dame de la Joie

## Croatie
- Abbaye de Kutjevo
- Abbaye de Topusko
- Abbaye de Zagreb

## Danemark
- Abbaye de Sostrup

## Espagne

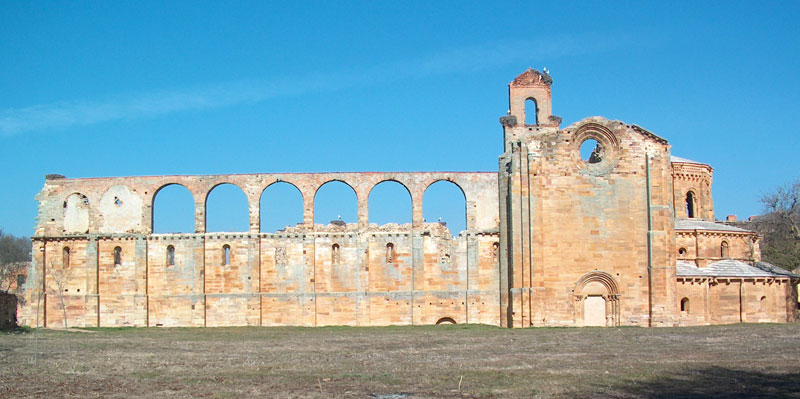
Abbaye de Moreruela

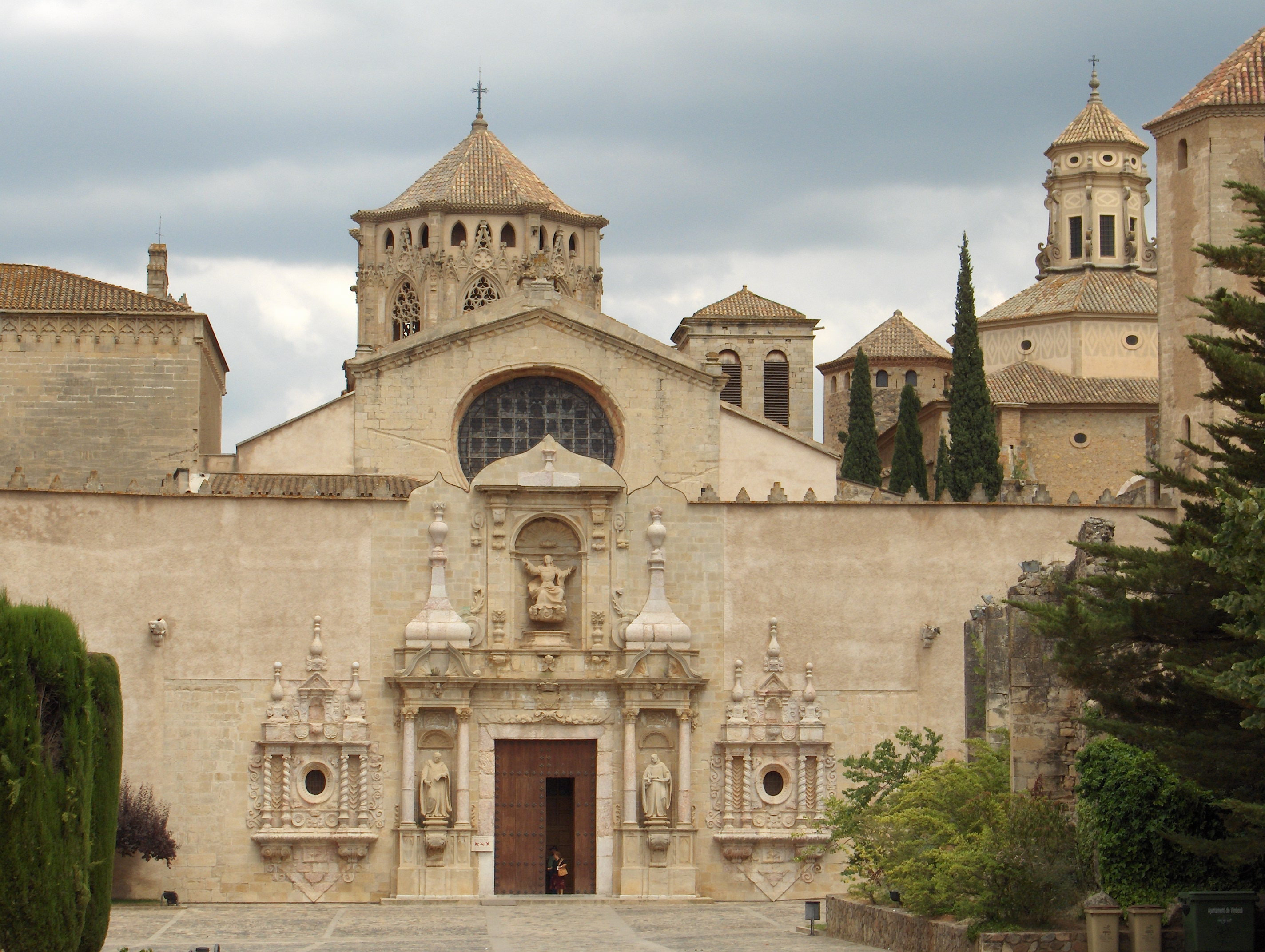
Abbaye de Poblet

- Abbaye du Saint-Sacrement de Boadilla
- Abbaye de Brihuega
- Abbaye de Buenafuente
- Abbaye de Cardeña
- Abbaye Sainte-Croix de Casarrubios
- Abbaye San-Isidoro de Dueñas
- Abbaye de Gradefes,
- Abbaye Santa María la Real de las Huelgas
- Abbaye de Huerta
- Abbaye d'Iranzu
- Abbaye de Lazkao
- Abbaye Notre-Dame-de-la-Piedad-Bernarda de Madrid
- Abbaye de Malaga
- Abbaye de Montesión
- Abbaye Santa María de Moreruela
- Abbaye Sainte-Marie de la Oliva
- Abbaye d'Oyon
- Abbaye de Palazuelos
- Abbaye de Poblet
- Abbaye de Rueda
- Abbaye Notre-Dame-de-l'Annonciation de San-Andres-de-Arroyo
- Abbaye Santa María de San Salvador de Cañas
- Abbaye de Santo-Domingo-de-la-Calzada
- Abbaye Sainte-Lucie de Saragosse
- Abbaye Saint-Vincent de Ségovie
- Abbaye de Talavera-de-la-Reina
- Abbaye Santo-Domingo-de-Silos de Tolède
- Abbaye de Solius
- Abbaye de Valldonzella
- Abbaye de Valladolid
- Abbaye de Vallbona
- Abbaye de Viaceli

## États-Unis
- Abbaye de l'Assomption d'Ava
- Abbaye Sainte-Croix de Berryville
- Abbaye de Dallas
- Abbaye Notre-Dame-du-Mississippi de Dubuque
- Abbaye de la Genesee
- Abbaye de Gethsemani
- Abbaye Notre-Dame de Guadalupe
- Abbaye Sainte-Trinité d'Huntsville
- Abbaye de Mepkin
- Abbaye du Mont-Sainte-Marie
- Abbaye de New Melleray
- Abbaye Saint-Benoît de Snowmass
- Abbaye Sainte-Rita de Sonoita
- Abbaye Saint-Joseph de Spencer
- Abbaye Notre-Dame de Spring Bank
- Abbaye New-Clairvaux de Vina
- Abbaye Notre-Dame-de-Fatima
- Trappe du Saint-Esprit

## Grèce
- Abbaye de Chortaïton
- Abbaye d'Isova
- Abbaye de Zaraka

## Hongrie

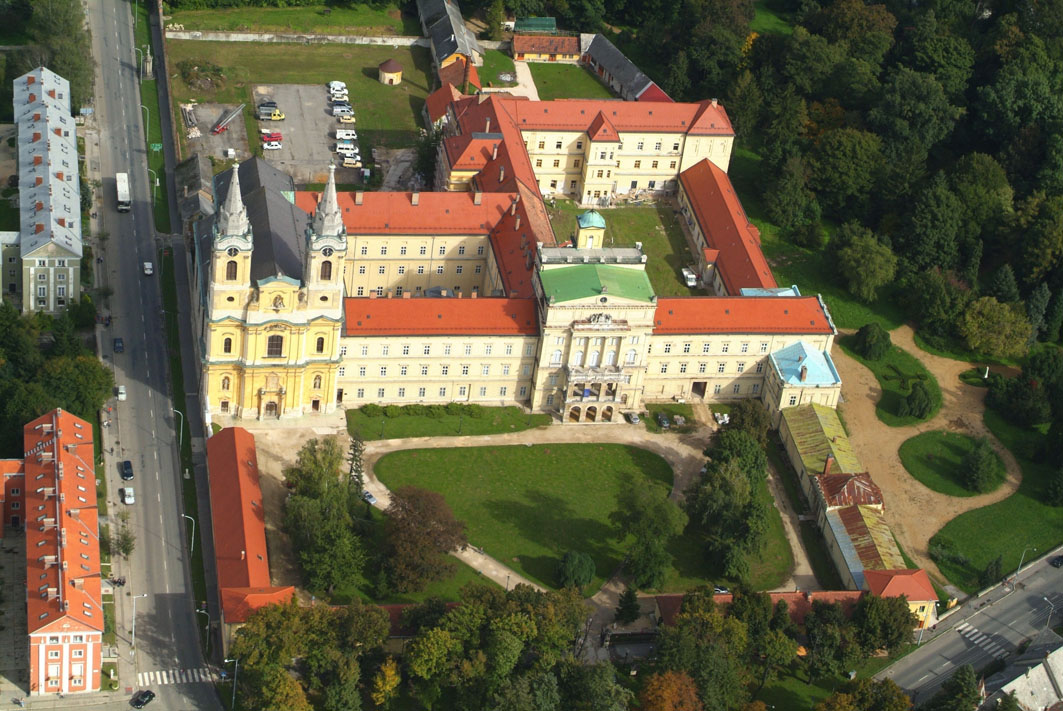
Abbaye de Zirc

- Abbaye d'Abraham
- Abbaye de Cikádor
- Abbaye de Kismaros
- Abbaye de Pilis
- Abbaye de Regina Mundi
- Abbaye de Szentgotthárd
- Abbaye de Zirc

## Inde
- Kurisumala Ashram

## Indonésie
- Abbaye Sainte-Marie de Rawaseneng

## Irlande
- Abbaye de Bolton (en)
- Abbaye de Boyle
- Abbaye de Corcomroe
- Abbaye de Dunbrody
- Abbaye d'Abbeydorney
- Abbaye de Mellifont
- Abbaye de Mount Melleray
- Abbaye de Mount Saint Joseph
- Abbaye Notre-Dame-de-Bethléem
- Abbaye Sainte-Marie de Glencairn

## Israël

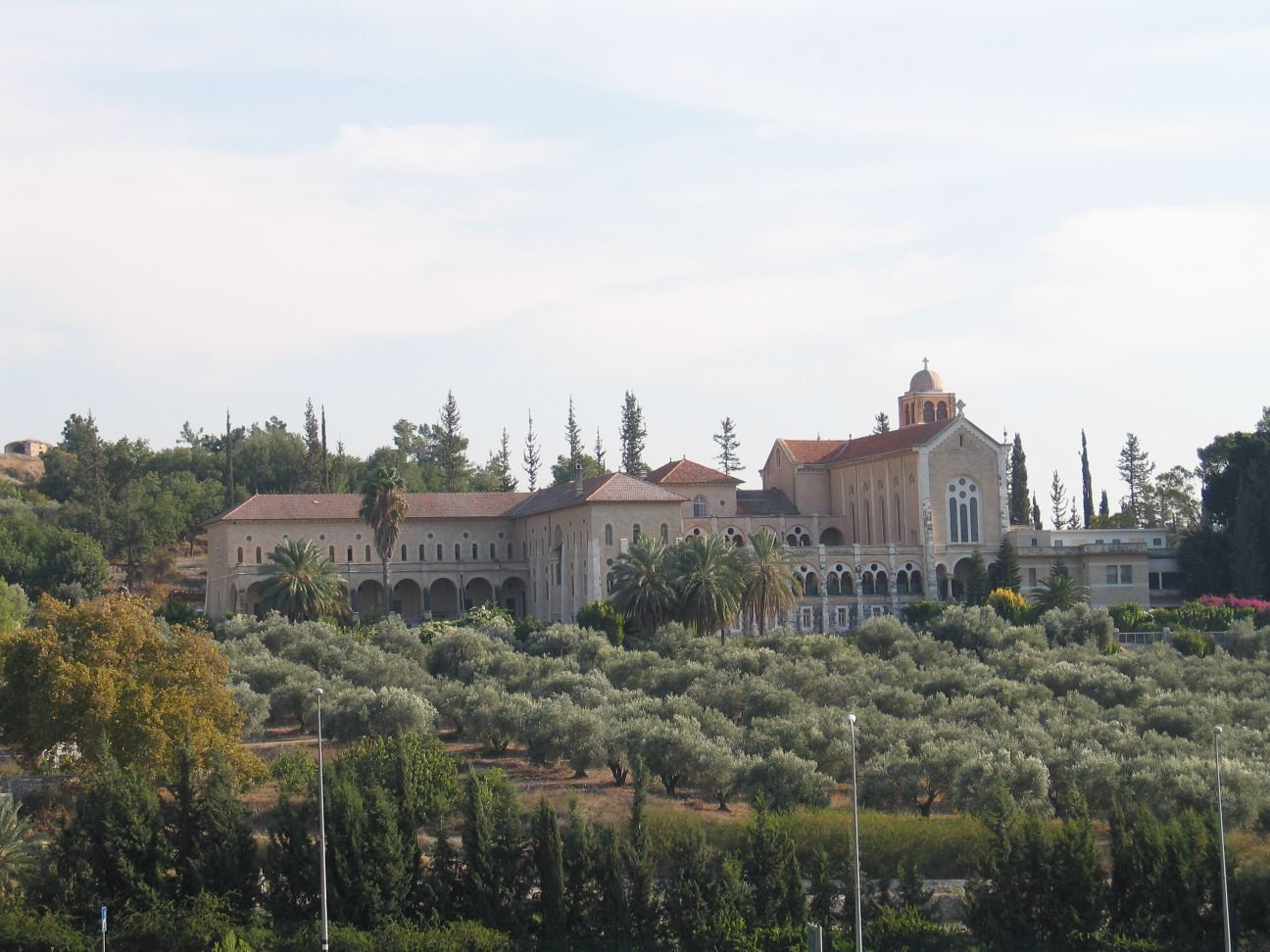
Abbaye de Latroun

- Abbaye de Latroun

## Italie
- Abbaye d'Agrigento
- Abbaye de Casamari
- Abbaye de Chiaravalle
- Abbaye de Cortone
- Abbaye de Fossanova
- Abbaye de Fossanova

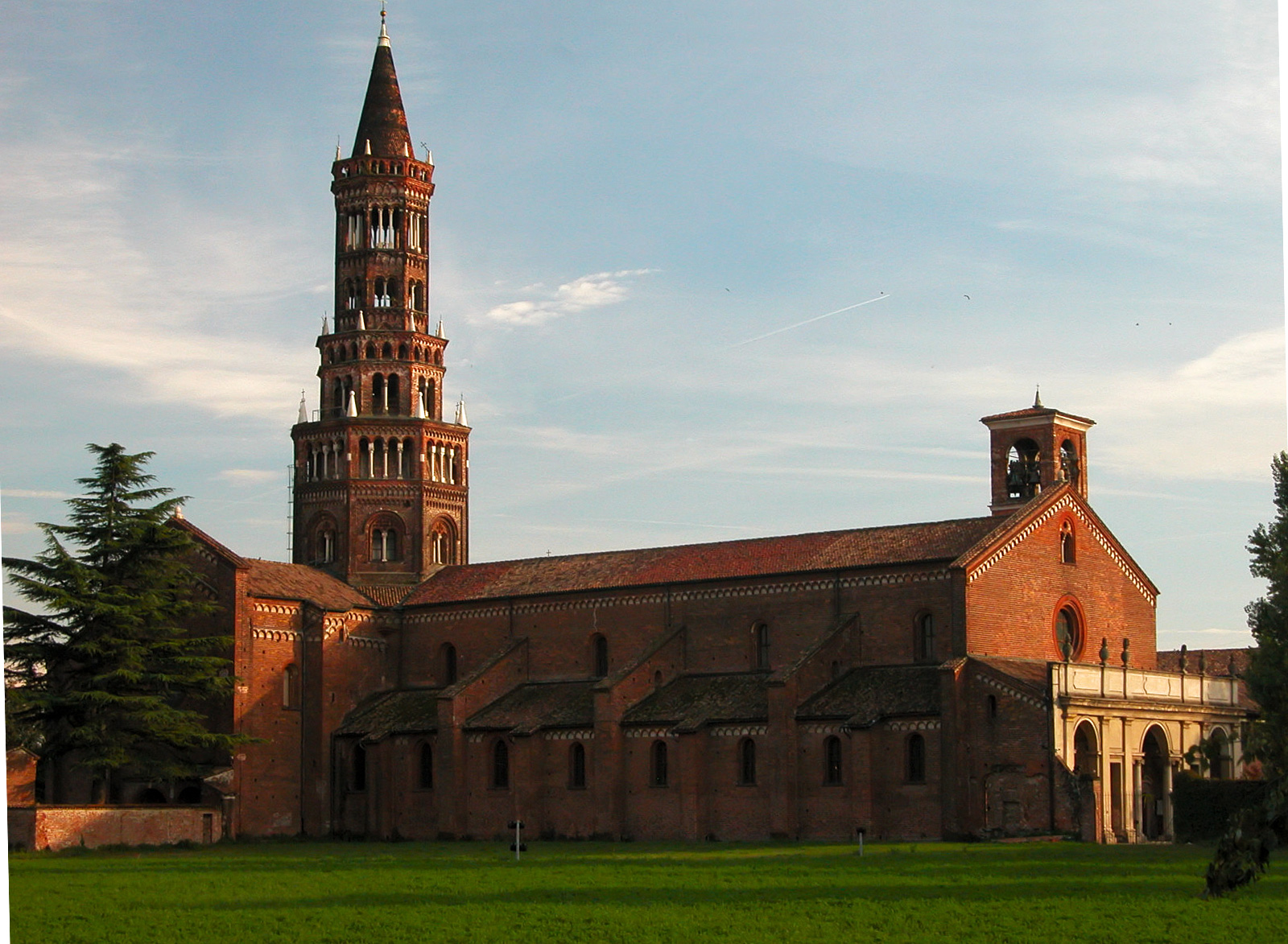
Abbaye de Chiaravalle

- Abbaye Notre-Dame-du-Saint-Sacrement de Frattochie
- Abbaye de Lucedio
- Abbaye de Mariengarten
- Abbaye de Montereale
- Abbaye Santa-Croce-in-Gerusalemme de Rome
- Abbaye Tre Fontane
- Abbaye Sainte-Catherine de San-Severino-Marche
- Abbaye de San Galgano
- Abbaye de Santa-Susanna
- Abbaye Sainte-Marie de Staffarda
- Abbaye de Sienne
- Abbaye de Viterbe

## Kenya
- Abbaye Notre-Dame de Victoria

## Liban
- Abbaye Notre-Dame de Balamand

## Maroc
- Abbaye Notre-Dame de l'Atlas

## Norvège
- Abbaye d'Hovedøya
- Abbaye de Lyse
- Abbaye de Tautra
- Munkeby Mariakloster

## Nouvelle-Zélande
- Abbaye de l'Étoile-du-Sud

## Ouganda
- Abbaye de Butende

## Pays-Bas
- Abbaye Notre-Dame-de-Sion de Diepenveen
- Abbaye "Lilbosch" d'Echt
- Abbaye Notre-Dame de Koningshoeven
- Abbaye Notre-Dame de Koningsoord
- Abbaye de Mariënkroon
- Abbaye Maria-Toevlucht de Zundert

## Philippines
- Abbaye Notre-Dame-des-Philippines de Guimaras

## Pologne

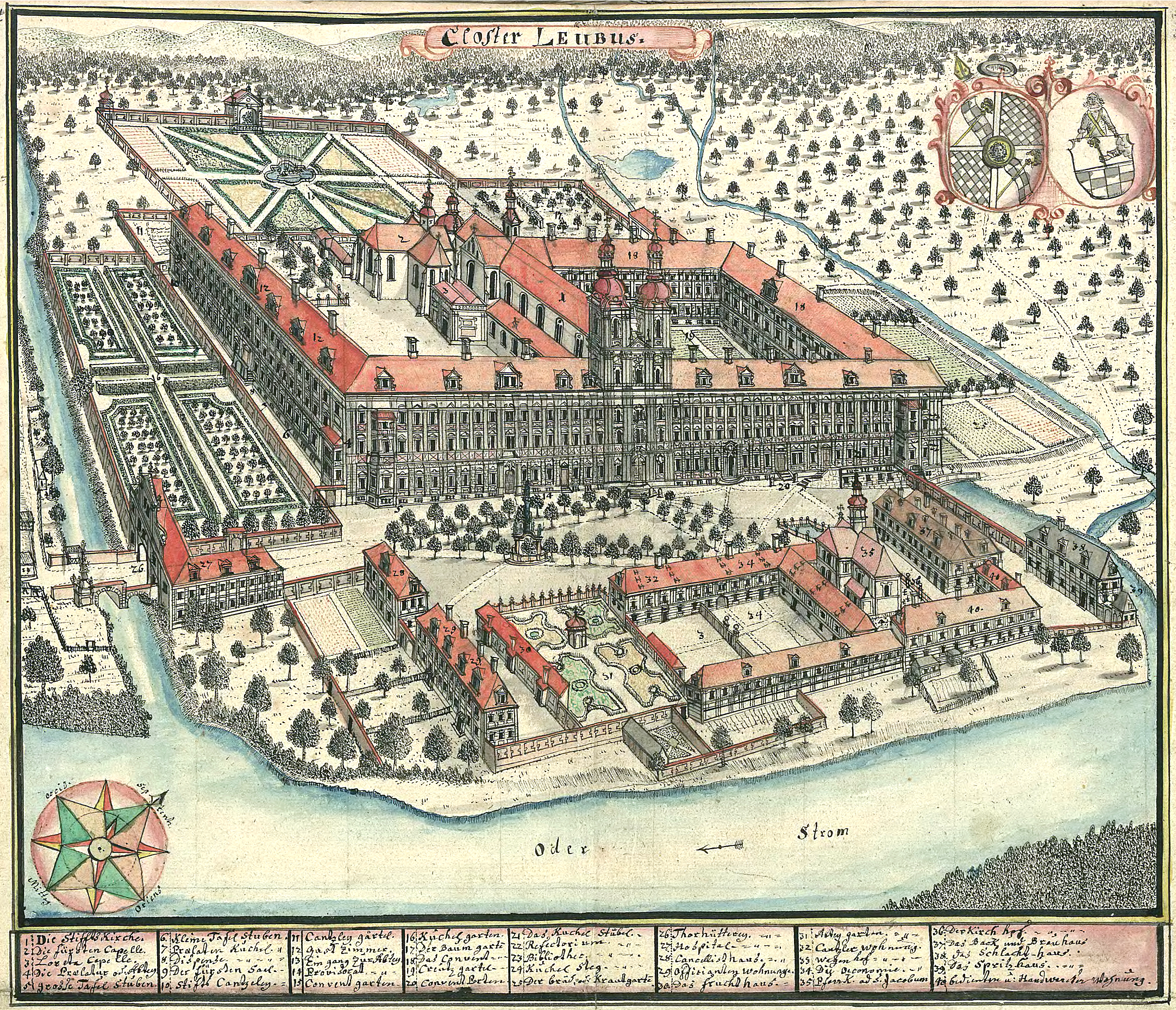
Abbaye de Lubiąż

- Abbaye de Jędrzejów
- Abbaye de Krzeszów
- Abbaye de Lubiąż
- Abbaye de Mogiła
- Abbaye de Pelplin
- Abbaye de Sulejów
- Abbaye de Szczyrzyc
- Abbaye Sainte-Edwige (Trebnica)
- Abbaye de Wąchock

## Royaume-Uni

### Angleterre

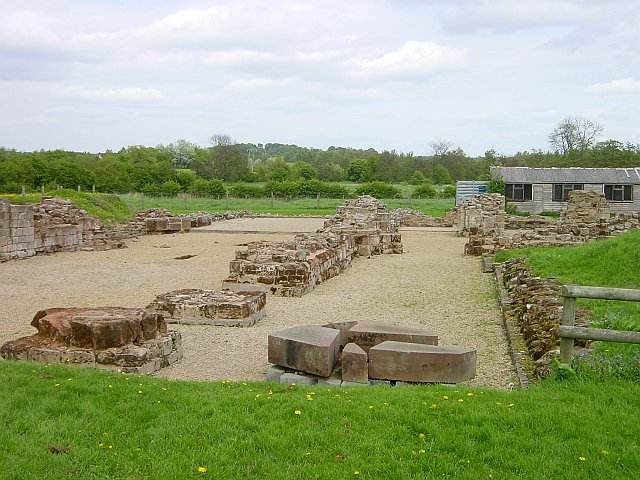
Abbaye de Bordesley

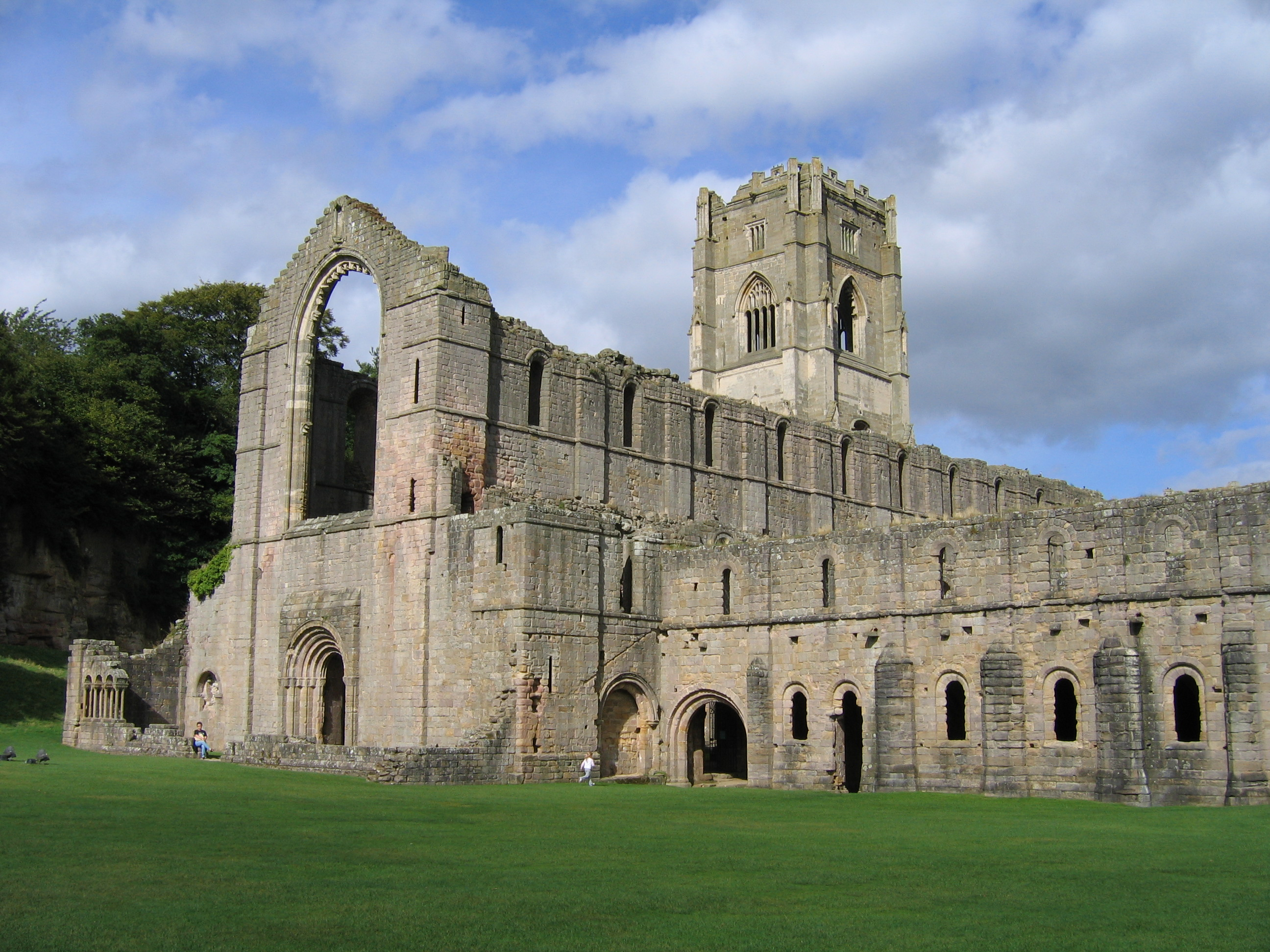
Abbaye de Fountains

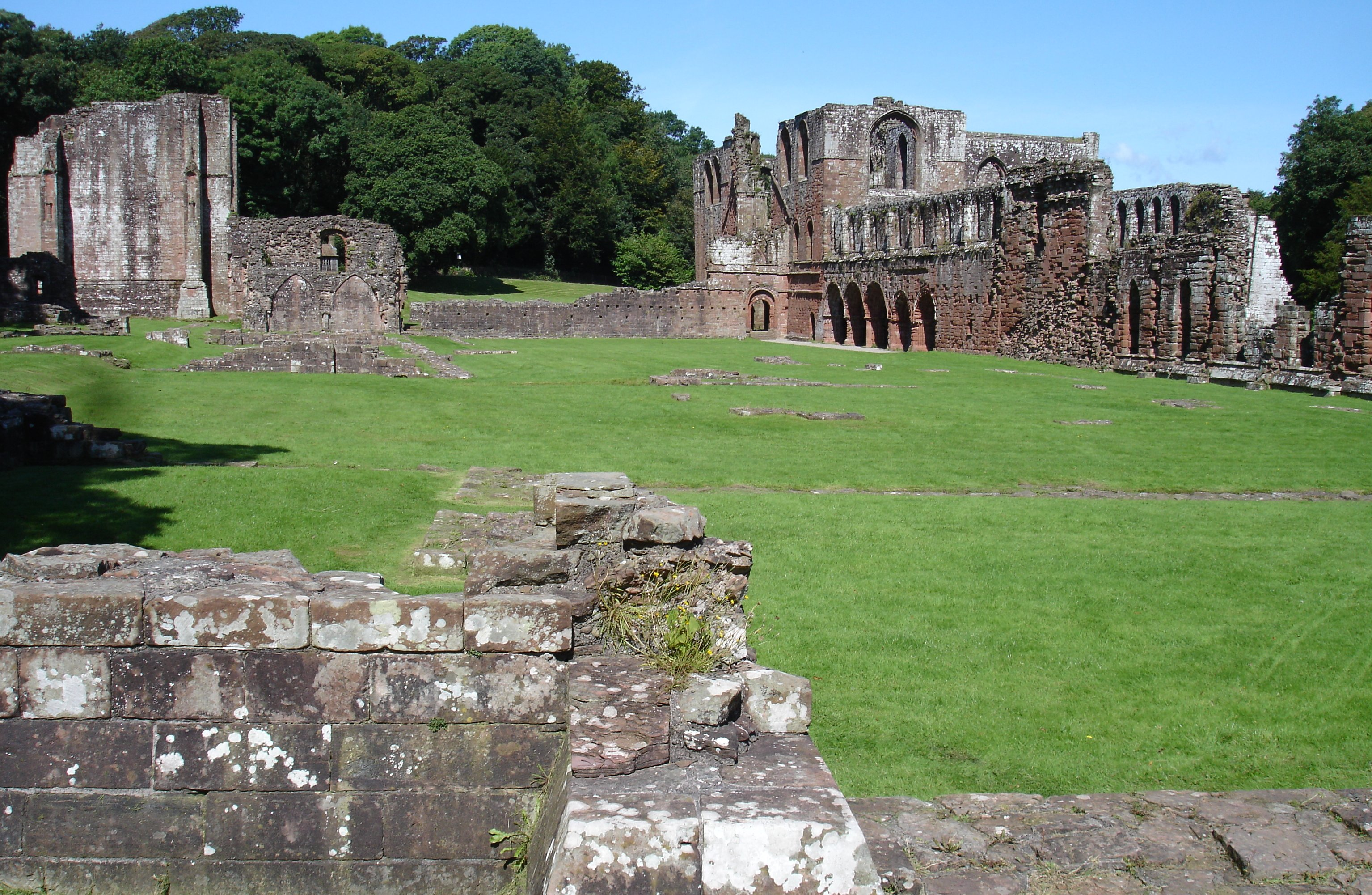
Abbaye de Furness

- Abbaye de Beaulieu
- Abbaye de Biddlesden
- Abbaye de Bindon
- Abbaye de Bordesley
- Abbaye de Boxley
- Abbaye de Bruern
- Abbaye de Buckfast
- Abbaye de Buckland
- Abbaye de Buildwas
- Abbaye de Byland
- Abbaye de Calder
- Abbaye de Cleeve
- Abbaye de Coggeshall
- Abbaye de Coombe
- Abbaye de Combermere
- Abbaye de Croxden
- Abbaye de Dieulacres
- Abbaye de Dunkeswell
- Abbaye de Flaxley
- Abbaye de Forde
- Abbaye de Fountains
- Abbaye de Furness
- Abbaye de Garendon
- Abbaye de Hailes
- Abbaye d'Holmcultram
- Abbaye de Hulton
- Abbaye d'Ickelton
- Abbaye de Jervaulx
- Abbaye de Kingswood
- Abbaye de Kirkstall
- Abbaye de Kirkstead
- Abbaye de Saint Mary of Graces
- Abbaye de Louth Park
- Abbaye de Merevale
- Abbaye de Meaux
- Abbaye de Medmenham
- Abbaye de Mount-Saint-Bernard
- Abbaye de Netley
- Abbaye de Newenham
- Abbaye de Newminster
- Abbaye de Pipewell
- Abbaye de Quarr
- Abbaye de Revesby
- Abbaye de Rewley
- Abbaye de Rievaulx
- Abbaye de Robertsbridge
- Abbaye de Roche
- Abbaye de Rufford
- Abbaye de Sawley
- Abbaye de Sawtry
- Abbaye de Sibton
- Abbaye de Stanley
- Abbaye de Stoneleigh
- Abbaye de Swineshead
- Abbaye de Thame
- Abbaye de Tilty
- Abbaye de Vale Royal
- Abbaye de Vaudey
- Abbaye de Warden
- Abbaye de Waverley
- Abbaye de Whalley
- Abbaye de Woburn

### Écosse
- Abbaye de Balmerino
- Abbaye de Coupar Angus
- Abbaye de Culross
- Abbaye de Deer
- Abbaye de Dundrennan
- Abbaye de Glenluce
- Abbaye de Kinloss
- Abbaye de Melrose
- Abbaye de Newbattle
- Abbaye Sancta-Maria de Nunraw
- Abbaye de Saddell
- Abbaye de Sweetheart

### Pays de Galles

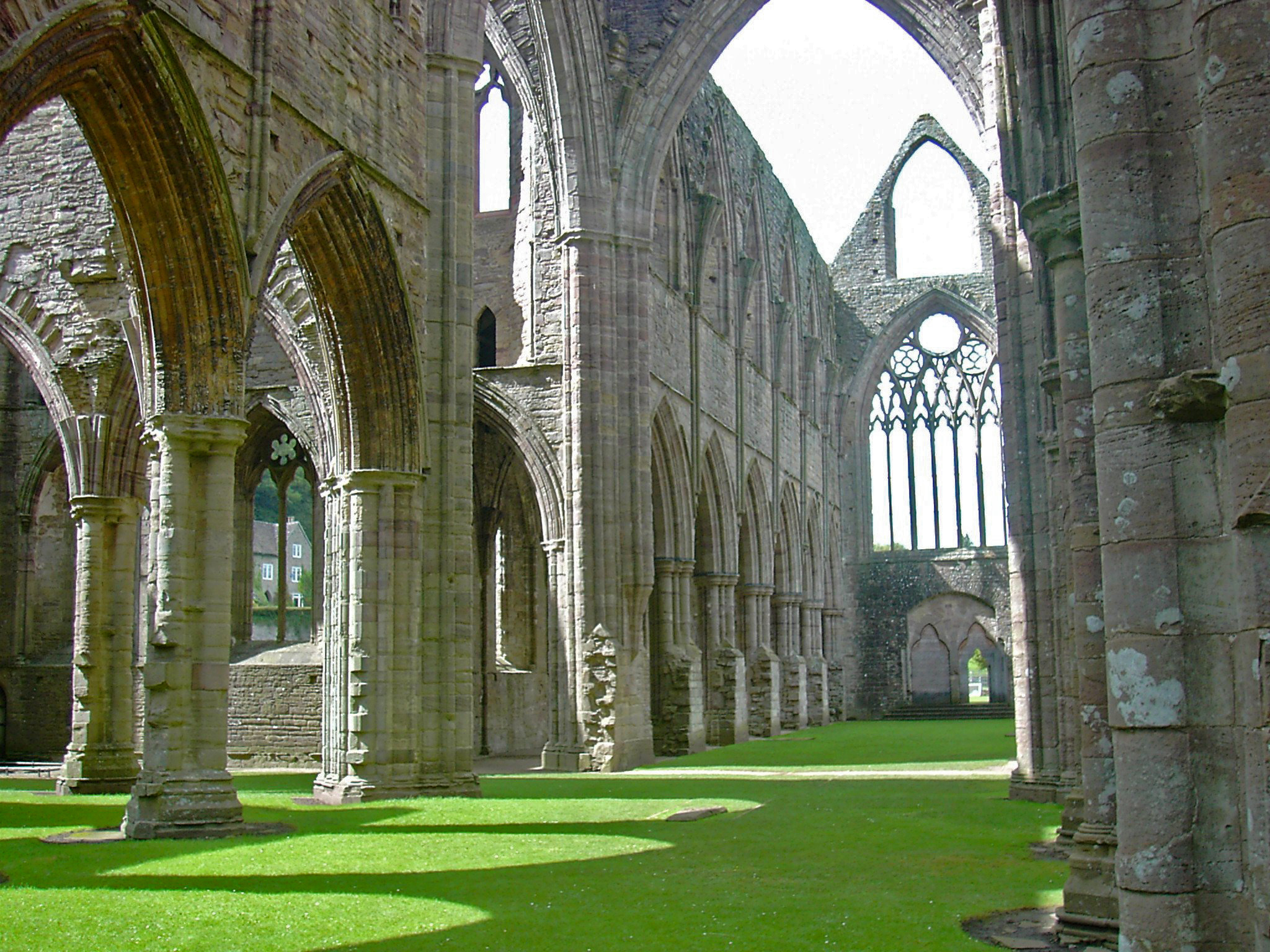
Abbaye de Tintern (Monmouthshire)

- Abbaye d'Aberconwy
- Abbaye de Basingwerk
- Abbaye de Caldey
- Abbaye de Cwmhir
- Abbaye de Cymer
- Abbaye de Grace Dieu
- Abbaye de Llanllugan
- Abbaye de Llantarnam
- Abbaye de Maenan
- Abbaye de Margam
- Abbaye de Neath
- Abbaye de Rhedynog-felen
- Abbaye de Stow
- Abbaye de Strata Florida
- Abbaye de Strata Marcella
- Abbaye de Tintern
- Abbaye de Tyfaenor
- Abbaye de Valle Crucis
- Abbaye Sainte-Croix de Whitland

### Irlande du Nord
- Abbaye de Comber
- Abbaye de Dromore
- Abbaye de Greyabbey
- Abbaye d'Inch
- Abbaye de Newry
- Abbaye de Portglenone

### Île de Man
- Abbaye de Rushen

## Rwanda
- Abbaye de la Clarté-Dieu

## Serbie
- Abbaye de Bélakút
- Abbaye de Belin Studenac

## Slovénie
- Abbaye Notre-Dame de Stična

## Suède
- Abbaye d'Alvastra
- Abbaye de Herrevad
- Abbaye de Nydala
- Abbaye de Roma
- Abbaye de Varnhem

## Suisse
- Abbaye de Bonmont
- Abbaye d'Eschenbach
- Abbaye de la Fille-Dieu
- Abbaye de Frauenthal
- Abbaye d'Hauterive
- Abbaye de Frienisberg
- Abbaye de Magdenau
- Abbaye de la Maigrauge
- Abbaye de Mariazell-Wurmsbach (de)
- Abbaye de Montheron
- Abbaye de Wettingen
- Abbaye de Wurmsbach
- Monastère Notre-Dame de Fatima

## Syrie
- Abbaye d'Akbès,

## République Tchèque
- Abbaye cistercienne de Hradiště
- Abbaye de Mariánská Týnice
- Abbaye d'Osek
- Abbaye de Plasy
- Abbaye de Porta Cœli
- Abbaye de Vyšší Brod
- Abbaye Zlata Koruna

## Vietnam
- Abbaye de Chau Son-Don Duong
- Abbaye de Phuoc-Ly Khiet-Tam
- Abbaye de Phuoc-Son
- Abbaye de Nho-Quan
- Abbaye de Chau-Thuy
- Abbaye de My-Ca

## Sources
- Gaussin (Pierre-Roger), Les cohortes du Christ, Ouest-France
- Gabriel Lebras (sous la direction de), Les ordres religieux, la vie et l'art.